# Susanna Moodie
Susanna Moodie, pe numele de fată Strickland (n. 6 decembrie 1803, d. 8 aprilie 1885) a fost o scriitoare britanico-canadiană ce a scris despre experiența sa de colonist în Canada.